# TV Cuiabá
TV Cuiabá é uma emissora de televisão brasileira sediada em Cuiabá, capital do estado do Mato Grosso. Opera no canal 47 (46 UHF digital), e é afiliada à TV A Crítica.

## História

### Primórdios
Em 13 de outubro de 2003, o Ministério das Comunicações emitiu uma portaria autorizando a RVO – A Voz D’Oeste Comunicações Ltda. a retransmitir os sinais da TV Cabrália, através do canal 47. A autorização foi publicada no Diário Oficial da União.
O canal 47 iniciava as transmissões como emissora independente em 2006 no prédio Cuiabá Office Tower, no centro empresarial da cidade. Retransmitia para a Baixada Cuiabana a programação nacional da Rede Gênesis e usava os nomes TV Visão, TV Ideal e TV Gênesis Cuiabá. Algumas das principais atrações eram o policial "Na Mira da Lei", apresentado por Carlos Dorileo, e os infomerciais "Gente que Vende", "Giovanni Automóveis" e "Giovanni Imóveis", estes últimos dirigidos pelas empresas honônimas atuantes em Mato Grosso.
Logo, como a Rede Gênesis pertencia à Comunidade Evangélica Sara Nossa Terra, a programação também ganhou programas evangélicos, entre os quais produções da sede regional da instituição religiosa. Depois de algum tempo, o canal passou a ter definitivamente o nome TV Cuiabá.

### Record News (2008-2009)
Em 2008, deixou de transmitir a programação da Rede Gênesis. Num curto espaço de tempo, o canal transmitia a gravação do show do trio Pescuma, Henrique e Claudinho. Logo após, passou a transmitir o então mais novo canal jornalístico do Brasil, a Record News. Como a idealização veio da família Brunini - esta conhecida pelo jornalista Roberto Jacques Brunini, criador da Rádio A Voz D'Oeste -, a intenção era de fazer um canal regional voltado para a informação. Com isso, contou com o apresentador e deputado estadual Walter Rabello, na época do PP e recém saido da TV Cidade Verde (SBT), para o programa Record News Cuiabá. O programa não durou muito tempo, pois logo Walter iria se candidatar a prefeito de Cuiabá, na eleição que ele ficou em 3º lugar.
Aí começa a aparecer o também deputado estadual Maksuês Leite, também do PP e recém saído da TV Rondon (RedeTV!). Ele trouxe para o canal o programa policial "Comando Geral", até hoje no ar.

### RedeTV! (2009-2013)
Em 30 de julho de 2009, Maksuês fez uma despedida da era do canal com a Record News, no "Comando Geral" que ele sempre apresenta. Ele, que passou a arrendar o canal a partir daí, disse que a partir de agosto passaria a retransmitir a RedeTV!, junto com imagens da sua então futura filiação. No mesmo dia, a Record News deixou de ser transmitida, e logo o canal saiu do ar. Entretanto, finalmente, a TV Cuiabá entrou novamente no ar em 1º de agosto de 2009, com a programação da RedeTV!.
Isso aconteceu na época em que houve mudança de rede entre TV Cuiabá, TV Rondon e TV Cidade Verde. Esta última migrara do SBT para a Band em 16 de maio, colocando o SBT fora do ar em Cuiabá durante quase dois meses.
A programação regional ganhava mais atrações, fazendo com que a TV passou a utilizar o slogan "A TV daqui!". Apesar de ser um canal UHF, fazia muito sucesso tanto com a rede, quanto com os programas regionais, dos quais já passaram: Radamés Alves, Onofre Júnior, Sarita Engel, Andressa Boa Sorte, entre outros.
As empresas-irmãs da TV, o site O Documento e o impresso O Documento, publicaram as notícias dessa transição.

### Rede Brasil (2013-2021)
Em 30 de dezembro de 2013, a TV Cuiabá passou a transmitir a Rede Brasil. Isso se deveu ao motivo de a emissora priorizar o entretenimento, a ética e a família.
A mudança leva em consideração as variações de qualidade da programação e audiência da RedeTV! em nível nacional, como também uma avaliação detalhada, baseada em pesquisas e consultas aos telespectadores, anunciantes e agências de publicidade, que apresentam mais pontos negativos do que positivos em relação à programação da grade nacional da RedeTV!. As reclamações dos telespectadores manifestaram descontentamento em relação a programas apelativos ou de baixo nível cultural e intelectual, cobrando também um posicionamento da emissora local em relação ao excesso de erotismo e a banalização do sexo e da violência em alguns programas de sua rede nacional. Elas levaram a direção da TV a encomendar uma pesquisa de qualidade, e em seguida à decisão pela mudança de rede. “A Rede Brasil é a opção por uma programação que privilegie a família e o entretenimento saudável”, afirma Maksues Leite, na posição de diretor presidente do Grupo Documento, empresa-mãe da TV Cuiabá. “Além disso, a Rede Brasil nos apresentou perspectivas muito positivas em relação aos investimentos serem realizados nos próximos meses e anos, ao contrário da RedeTV!, que nos últimos anos perdeu programas importantes e em consequência, muitos pontos na audiência geral, além de ter-se descuidado com o aspecto ético de sua programação”, analisa Leite.
A partir desse momento, no entanto, a TV Cuiabá perdeu muitos anunciantes, pois a Rede Brasil é considerada uma rede muito fraca e que não desperta interesse nos anunciantes de Cuiabá. A RedeTV!, depois de ficar fora do ar em Cuiabá e região por mais de um mês, voltou ao ar através da TV Pantanal.

### TV A Crítica (2021-atualmente)
Em 1° de abril de 2021, a TV Cuiabá deixou de retransmitir a programação da Rede Brasil e passou a transmitir a TV A Crítica.

## Sinal digital
| Canal virtual | Canal digital | Proporção de tela | Programação                                       |
| ------------- | ------------- | ----------------- | ------------------------------------------------- |
| 47.1          | 46 UHF        | 1080p HD          | Programação principal da TV Cuiabá / TV A Crítica |

Transição para o sinal digital
Com base no decreto federal de transição das emissoras de TV brasileiras do sinal analógico para o digital, a TV Cuiabá, bem como as outras emissoras de Cuiabá, cessou suas transmissões pelo canal 47 UHF em 14 de agosto de 2018, seguindo o cronograma oficial da ANATEL.
Por determinação da Anatel, a emissora acabou se mudando para o seu antigo canal virtual, 47.1

## Programas
Mesmo com a recente transição, nada mudou na programação da emissora. As principais atrações são:
- Comando Geral, policial diário, carro chefe da emissora, com apresentação de Maksuês Leite;
- Fatos e Versões, jornalístico e debatedor, com Eder Moraes;
- Giro Gourmet, variedades, com Deivid Melo e as novidades da gastronomia regional;
- Programa Sávio Pereira, variedades, com toda elegância dos mais refinados eventos sociais;
- Top Show Bar, e o melhor do musical sertanejo;
- Veja Isto, esportivo, com Macedo Filho;
- Verdade, debatedor, com José Carrara;
- Na grade também são exibidos e reexibidos em horários variados ao longo da semana: o programa Variedades com João de Oliveira e as baladas da cidade.